# Fojtství ve Velkých Karlovicích
Fojtství ve Velkých Karlovicích nebo také Karlovské fojtství je roubená stavba fojtství v údolí Bzovém ve Velkých Karlovicích v okrese Vsetín. Památku tvoří soubor obytné budovy a hospodářských budov. Památkově chráněn je od roku 1958 a 1. července 2010 byl prohlášen za národní kulturní památku. Kopii obytné budovy fojtství si můžete prohlédnout, tak jako mnoho jiných domů z Karlovic, ve Valašském muzeu v přírodě v Rožnově.

## Historie
Prvním písemně známým fojtem Karlovic se stal Jura Hudeček, které to dostal za věrné služby Žerotínům. Původní fojtství vypadalo patrně jinak než to současné. Když se sem Michal Billa přiženil, přešlo fojtství v roce 1721 na něho. Fojtství do současné podoby nechal přestavět až Ján Billa. Objekt byl postaven v roce 1793 tesařským mistrem Janem Žákem, který vytvořil například také fojtství v Solanci. V rukou rodu Billů se fojtství udrželo až do roku 1825, kdy jej získal František Zrůnek. Posledním karlovským fojtem se stal Karel Barvič, který byl bohatým obchodníkem z kupeckého domu, kde je nyní Karlovské muzeum.
Když byla v roce 1848 zrušená robota, byl i úřad fojta zrušen. Za 134 let trvání úřadu se na fojtství vystřídaly 4 rody. Roku 1876 odkoupil bývalé fojtství za 12 000 zlatých František Borák, vnuk posledního solaneckého fojta. Rodině Borakových patří dřevěný objekt fojtství pořád.

## Popis
Fojtství bylo zpravidla největší a nejhonosnější objekt v obci. V největší místnosti byla šenkovna a fojt, zástupce vrchnosti v obci, sem každou neděli odpoledne svolával poddané k rozdělování úkolů. Jedná se o patrové fojtství s pavlačí, které má původní rozložení hospodářských budov podél dvora. Jednopatrová srubová chalupě obdélného půdorysu na podezdívce má pavlač kolem celého prvního patra, která je upevněna sloupky ke střeše a její poprseň tvoří vyřezávané ploché kuželky mezi sloupky. Budova má šindelovou sedlovou střechu s obháňkou a valbičkami. Štíty jsou deštěné s vizíry. Vstup do dvora je přes dřevěnou branou, která je napojena k dřevěné stodole. Roubené hospodářské budovy tvoří souvislý uzavřený celek.